# Успенский, Фёдор Борисович
Фёдор Бори́сович Успе́нский (род. 22 февраля 1970, Москва) — российский лингвист, специалист по русской антропонимике. Автор исследований в области скандинавской филологии, истории и литературы древней Скандинавии и древней Руси; культуры средневековой Европы, исторической ономастики. Профессор РАН (2015), член-корреспондент РАН с 28 октября 2016 года по Отделению историко-филологических наук. Директор Института русского языка им. В. В. Виноградова РАН (с 2 декабря 2021).

## Биография
Сын лингвиста Б. А. Успенского, племянник математика В. А. Успенского.
В 1996 году окончил филологический факультет МГУ им. М. В. Ломоносова, специальность «Филология. Романо-германская филология». В 2000 году защитил диссертацию на соискание учёной степени кандидата филологических наук (тема «Славяно-скандинавские контакты периода христианизации: на материале языковых данных»; руководитель академик В. Н. Топоров). В 2005 году защитил диссертацию на соискание степени доктора филологических наук (тема «Династическое имя в Скандинавии и на Руси»).
Заместитель директора Института славяноведения (2010—2019), и. о. заведующего Отделом типологии и сравнительного языкознания (с 2012 года), руководитель Центра славяно-германских исследований (с 2006). Начал работать в НИУ ВШЭ в 2012 году; профессор факультета гуманитарных наук. Один из основателей и главный редактор международного славистического журнала «Slověne = Словѣне». C февраля 2020 года — заместитель директора по научной работе Института русского языка имени В. В. Виноградова РАН. С 25 февраля 2021 года — и. о. директора ИРЯ РАН.

## Общественная позиция
В феврале 2022 года подписал открытое письмо российских учёных и научных журналистов с осуждением вторжения России на Украину и призывом вывести российские войска с украинской территории. В мае 2025 года данный поступок стал причиной неизбрания Ф. Б. Успенского академиком РАН на общем собрании Академии.

## Основные работы
- Успенский Ф. Б. Имя и власть: Выбор имени как инструмент династической борьбы в средневековой Скандинавии. М., 2001.
- Успенский Ф. Б. Скандинавы — Варяги — Русь: Историко-филологические очерки. М., 2002.
- Fjodor Uspenskij. Name und Macht: Die Wahl des Namens als dynastisches Kampfinstrument im mittelalterlichen Skandinavien. Frankfurt am Main, 2004.
- Литвина А. Ф., Успенский Ф. Б. Выбор имени у русских князей в X—XVI вв. Династическая история сквозь призму антропонимики. — М.: Индрик, 2006. — 904 с. — 1000 экз. — ISBN 5-85759-339-5.
- Успенский Ф. Б. Именослов: историческая семантика имени. М., 2007
- Успенский Ф. Б. Три догадки о стихах Осипа Мандельштама. М.: Языки славянской культуры, 2008. — 112 с. — ISBN 978-5-9551-0247-4
- Литвина А. Ф., Успенский Ф. Б. Траектории традиции. Главы из истории династии и церкви на Руси конца XI — начала XIII века. М., 2010.
- Литвина А. Ф., Успенский Ф. Б. Русские имена половецких князей. Междинастические контакты сквозь призму антропонимики. М.: ПОЛИМЕДИА, 2013. — 280 с. — ISBN 978-5-7576-0305-6.
- Успенский Ф. Б. Работы о языке и поэтике Осипа Мандельштама. «Соподчиненность порыва и текста». М., 2014. — 216 с. — ISBN 978-5-9551-0683-0
- Успенский Ф. Б. Люди, тексты и вещи: Из истории культуры средневековой Скандинавии. М.: Форум, Неолит, 2015. — 256 c. — ISBN 978-5-91134-982-0. — ISBN 978-5-9903746-4-5.
- Успенский Б. А., Успенский Ф. Б. Иноческие имена на Руси. М., СПб.: Нестор-История, 2017.
- Литвина А. Ф., Успенский Ф. Б. Похвала щедрости, чаша из черепа, золотая луда… Контуры русско-варяжского культурного взаимодействия. — М.: Издательский дом НИУ ВШЭ, 2018. — 192 с. — 300 экз. — ISBN 978-5-7598-1392-7 (в обл.). — ISBN 978-5-7598-1824-3 (e-book).
- Литвина А. Ф., Успенский Ф. Б. Династический мир домонгольской Руси. СПб.: Издательство Олега Абышко, 2020.
- Литвина А. Ф., Успенский Ф. Б. «Се яз раб Божий…» Многоименность как фактор и факт древнерусской культуры. СПб.: «Евразия», 2020
- Литвина А. Ф., Успенский Ф. Б. Годунов в кругу родни (Биографические разыскания). — СПб.: Евразия, 2022. — 224 с. — ISBN 978-5-8071-0586-8